# Uičiro Hatta
Uičiro Hatta (japonsko 八田 卯一郎), japonski nogometaš, * 10. september 1903, Osaka, Japonska, † 20. april 1989, Fudžisava, Japonska.
Za japonsko reprezentanco je odigral dve uradni tekmi.